# La Soberanía Nacional (1854-1856)
La Soberanía Nacional fue un periódico editado en la ciudad española de Madrid entre 1854 y 1856, durante el bienio progresista del reinado de Isabel II.

## Historia
El periódico apareció con el subtítulo «diario democrático». Editado en Madrid, se imprimió primeramente en la imprenta de El Minero y en sus últimos números en la plaza del Progreso n.º 1.
De ideología demócrata y fundado por Sixto Cámara, publicó su primer número el 9 de noviembre de 1854. Sus ejemplares, de cuatro páginas, tenían originalmente unas dimensiones de 0,473x0,303 m, que aumentaron a 0,492x0,352 m. Cesó el 30 de enero de 1856. En sus páginas participó José María Orense y aparecieron textos del italiano Mazzini.